# Рота міліціїї «Кременчук»
Рота міліції «Кременчук» (РПСПОП «Кременчук») — добровольче формування патрульної служби міліції особливого призначення, створене у травні 2014 року в структурі УМВС України в Полтавській області. Командир роти — лейтенант міліції Олег Беркеля. Станом на 2015 рік рота особовий склад переведено у  3-тю роту батальйону «Полтава».

## Створення
14 квітня 2014 року Голова МВС України Арсен Аваков підписав наказ про створення регіональних спецпідрозділів патрульної служби міліції особливого призначення (ПСМОП) підпорядкованих ГУМВС та УМВС України в областях. УМВС України в Полтавській області почало комплектувати три стройових підрозділи ПСМОП: батальйон «Каскад», роту «Полтава» i окремий взвод «Кременчук». В середині червня батальйон «Каскад» i роту «Полтава» об'єднали в один підрозділ, який було названо — БПСМОП «Полтава», а в Кременчуці завершили формування спочатку взвода, а потім роти «Кременчук». Новостворенний спецпідрозділ було профінансовано за рахунок фонду капітального будівництва міста.
Командиром спецроти було призначено Олега Беркелю. Вже 5 травня було подано 62 заяви від добровольців міста. Станом на 13 травня 20 добровольців були прийняті і проходили підготовку, 25 пройшли медичну комісію.
17 червня комроти Беркеля повідомив на прес-конференції, що МВС розглядає питання про збільшення особового складу спецпідрозділу до 150 осіб з наступним переформатуванням у батальйон. Він розповів журналістам, що в роті служать чоловіки віком від 25 до 40 років. Зарплата у міліціонера 4 тис. гривень, у офіцера — 4тис 200. Плани МВС по створенню батальйону на базі роти «Кременчук» були реанімовані у вересні.

## Діяльність
На початку червня рота була повністю укомплектована, спецпризначенці пройшли місячний базовий курс навчання, який включав тактико-спеціальну вогневу підготовку. Після того, як вони були аттестовані, спецпризначенці отримали спеціальне звання співробітників міліції та право носіння табельної вогнепальної зброї. Свою діяльність рота розпочала у Кременчуці з патрулювання у центрі і Нагірній частини міста.

10 липня перша група спецпризначенців з «Кременчука» у бронежилетах і зі зброєю відбула в зону АТО. Начальник Кременчуцького міського відділу міліції Денис Захарченко розповів:
 Перед відправкою спецпризначенці почували себе впевнено, один з них заявив журналістам:

## Участь в АТО
Оперативна група «Кременчука» поїхала до селища Кримське Луганської області. Разом з прикордонниками бійці почали нести службу по охороні державного кордону. Почалися бойові будні й вогневі контакти: 13 серпня на блокпосту поблизу смт. Слов'яносербськ у Луганській області було поранено бійця роти.
На початку вересня група бійців роти одержала завдання командування АТО підірвати понтонний міст через Сіверський Донець. При спробі вийти до мосту — розпочався бій, в ході якого Олег Беркеля одержав контузію, а боєць Артем Кравченко отримав легке поранення. Міст був завалений.
23 вересня спецпризначенці прийняли бій із диверсійною групою, яка намагалася перейти річку Сіверський Донець в районі села Трьохізбенка, Слов'яносербського району Луганської області.
На початку жовтня, згідно з повідомленням прес-служби УМВС України в Полтавській області кременчужани разом з побратимами із добровольчого батальйону «Золоті ворота» «виявили, локалізували та витіснили на територію супротивника розвідувально-диверсійну групу збройних сил Російської Федерації.»

## Сучасний стан
Завдання у зоні АТО бійці роти виконують згідно принципу ротації, — коли частина роти несе бойову службу, інші готуються їх заміняти. В середині серпня, вересня, жовтня та листопада пройшла планова ротація спецпризначенців, які по поверненню одержують п'ятиденну відпустку. Після короткого відпочинку, спецпризначенці продовжують планову підготовку.

18 листопада група бійців роти міліції спеціального призначення «Кременчук» по ротації повернулася додому після місячного перебування у селищі Кримське в зоні АТО. Громадськість міста організувала їм урочисту зустріч. Під час відрядження в Луганській області оперативна група «Кременчука» перебувала під постійними артилерійськими обстрілами, але не зазнала людських втрат. Один із спецпризначенців сказав:
 Інша, відпочівша група бійців роти поїхала захищати Маріуполь. Громада Кременчука пишається та опікується своїми героями, що сумлінно виконують свій службовий обов'язок. Небайдужі громадяни зібрали кошти на переобладнання транспортного фургону «Volkswagen» у броньований. Кременчуцька мерія нагородила бійців спеціальної роти «Кременчук» почесними грамотами.